# Bernard Ruellan
Cet article court présente un sujet plus développé dans : Frères Ruellan.
Bernard Joseph Marie Anne Ruellan, né le 16 mars 1888, adjudant-chef au 3e régiment de zouaves de marche, mort pour la France le 17 février 1915  à l'hôpital de Frévent dans le Pas-de-Calais, est l'un des frères Ruellan.
Cette fratrie, originaire de Saint-Malo, a payé un lourd tribut lors de la Première Guerre mondiale.